# Bertil Widebrant
Bertil Waldemar Widebrant (Bertil Valdemar Widbrandt), född 10 april 1914 i Malmö, död 25 januari 1989 i Sollentuna, var en svensk målare och tecknare.
Han var från 1946 gift med Karin Elisabet Hasselström (född 23 april 1920, död 10 juni 1973) och var under sin levnad bosatt i Stockholm. Widebrant studerade vid Slöjdföreningens skola i Göteborg och gjorde ett flertal studieresor till Jugoslavien, Italien, Schweiz och Frankrike. Under sina studieresor i Medelhavsländerna har han särskilt fängslats av de intensivt ljusa färgerna, som han fångat i ett kraftfullt pastorat manér. För att återge den svenska naturen och dess fauna har Widbrandt ett mjukare måleriskt uttryckssätt och är att betrakta som en av våra främsta naturmålare. Han medverkade i ett flertal samlingsutställningar bland annat i Uddevalla, Karlskrona och Tingsryd. Hans konst består av landskap, blomsterstilleben, porträtt och figurer, men har blivit mest känd för sina djurstudier utförda i olja eller gouache. Makarna Widebrant är begravda på Silverdals griftegård.